# Auracher Köpferl
Das Auracher Köpferl, auch Kegelspitz genannt, ist ein Berg in der oberbayerischen Gemeinde Fischbachau im Landkreis Miesbach. Es ist Teil der Schlierseer Berge im Mangfallgebirge (Bayerische Voralpen) und bildet zusammen mit Hirschgröhrkopf und Leitner Nasen das südliche Ende einer Berggruppe östlich des Schliersees, die das Schlierachtal vom Leitzachtal trennt.
Der mit Gipfelbuch ausgestattete höchste Punkt ist weitgehend bewaldet, am Grat sind jedoch einige Felsformationen versteckt. Der Gipfel ist als leichte Bergwanderung (im oberen felsigen Teil etwas anspruchsvoller) erreichbar.